# Stenhomalus wakejimaorum
Stenhomalus wakejimaorum är en skalbaggsart som beskrevs av Tatsuya Niisato 1989. Stenhomalus wakejimaorum ingår i släktet Stenhomalus och familjen långhorningar. Inga underarter finns listade i Catalogue of Life.